# M-xilene
Il m-xilene (leggi: meta-xilene) è un idrocarburo aromatico; la sua struttura è quella di un benzene in cui due atomi di idrogeno nelle posizioni 1 e 3 sono stati sostituiti da due gruppi metile. A temperatura ambiente si presenta come liquido incolore, volatile e infiammabile.
È un isomero dell'o-xilene e del p-xilene.
Si ottiene generalmente come sottoprodotto della sintesi del p-xilene, isolandolo per distillazione dalla miscela dei tre xileni.
Il m-xilene viene in gran parte isomerizzato, via catalisi acida su zeoliti, a dare o-xilene e p-xilene, in quanto prodotti con maggiore valore, poiché possiedono maggiore richiesta di mercato.
Il principale utilizzo del m-xilene è la sintesi dell'acido isoftalico, a sua volta impiegato come co-monomero nella produzione del polietilentereftalato (PET). Modificando la percentuale di acido isoftalico e acido tereftalico è possibile modificare le proprietà fisiche del polimero che verrà ottenuto. L'aggiunta dell'acido isoftalico rende più polimero più adatto per la produzione di bottiglie per bevande.
Il m-xilene viene convertito in acido isoftalico per ossidazione catalitica.
Trova impiego anche nella produzione della 2,4-xilidina e della 2,6-xilidina.